# ملودیک هاردکور
ملودیک هاردکور (انگلیسی: Melodic hardcore) یک زیرسبک کلی از هاردکور پانک است که تأکید زیادی بر ملودی در آثار گیتار آن دارد. معمولاً ریتم‌های تند، ریف‌های ملودیک و اغلب دیستورشن گیتار و سبک‌های آوازی که به سمت فریاد زدن و جیغ کشیدن گرایش دارند را در بر می‌گیرد. با این وجود، این سبک بسیار متنوع بوده و گروه‌های مختلف، سبک‌های بسیار متفاوتی را به نمایش گذاشته‌اند. بسیاری از گروه‌های ملودیک هاردکور پیشگام مانند بد ریلیجین در سراسر طیف پانک راک و همچنین موسیقی راک به‌طور کلی تأثیرگذار بوده‌اند. اصطلاح ملودیک پانک (Melodic punk) اغلب برای توصیف هر دو گروه ملودیک هاردکور و اسکیت پانک استفاده می‌شود.